# مارتین واگنر (معمار)
 مارتین واگنر (انگلیسی: Martin Wagner؛ ۵ نوامبر ۱۸۸۵ – ۲۸ مهٔ ۱۹۵۷) یک معمار اهل آلمان بود.